# Agrotis mosbacheri
Agrotis mosbacheri är en fjärilsart som beskrevs av Koutsaftikis 1973. Agrotis mosbacheri ingår i släktet Agrotis och familjen nattflyn. Inga underarter finns listade i Catalogue of Life.